# Rúcula

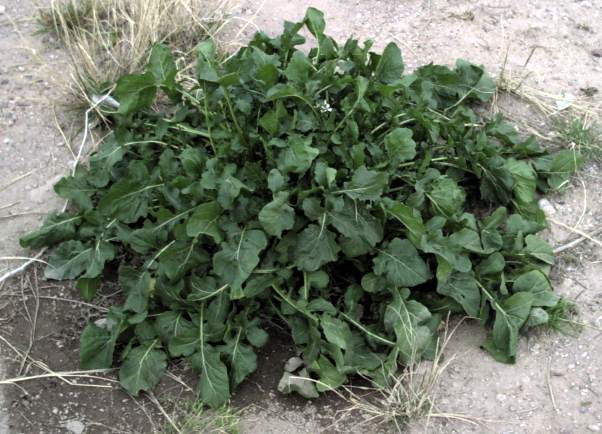
rúcula.

La rúcula, arúgula  o rúgula es un tipo de hortaliza de la familia de las brasicáceas, considerada para fines culinarios un tipo de verdura de hoja. Por este nombre se conocen tres especies: Eruca vesicaria, Diplotaxis tenuifolia y Diplotaxis muralis. Otros nombres vernáculos de dichas especies son oruga, ruqueta y jaramago.
La rúcula se ha consumido como verdura en el Mediterráneo desde la época romana, cuando se consideraba un afrodisíaco. Sin embargo, tradicionalmente se ha recolectado salvaje y no se ha cultivado a gran escala; tampoco se ha sometido a investigación científica hasta los años 1990. Actualmente se cultiva en varios lugares, especialmente en Véneto, estando disponible en diferentes partes del mundo. En Alemania es muy apreciada y es fácil de comprar en los supermercados desde principios del siglo XXI. Se recomienda consumir muy rápidamente después de su compra y sobre todo después de romper el plástico protector de su envase ya que se estropea con mucha velocidad.
La rúcula es especialmente usada en ensaladas, pero también cocinada como verdura con pasta o cecina. También es común en Italia su uso en pizzas, añadiéndosela sólo tras el horneado. Es rica en vitamina C y en hierro.
La rúcula en el Magreb verdea después de las ocasionales tormentas y es consumida en forma de sopa.

## Historia del cultivo de esta planta
Eruca vesicaria, una verdura de hoja verde picante que se asemeja a una lechuga abierta y de hojas más largas, es rica en vitamina C y potasio. Además de las hojas, las flores, las vainas de semillas jóvenes y las semillas maduras son comestibles.

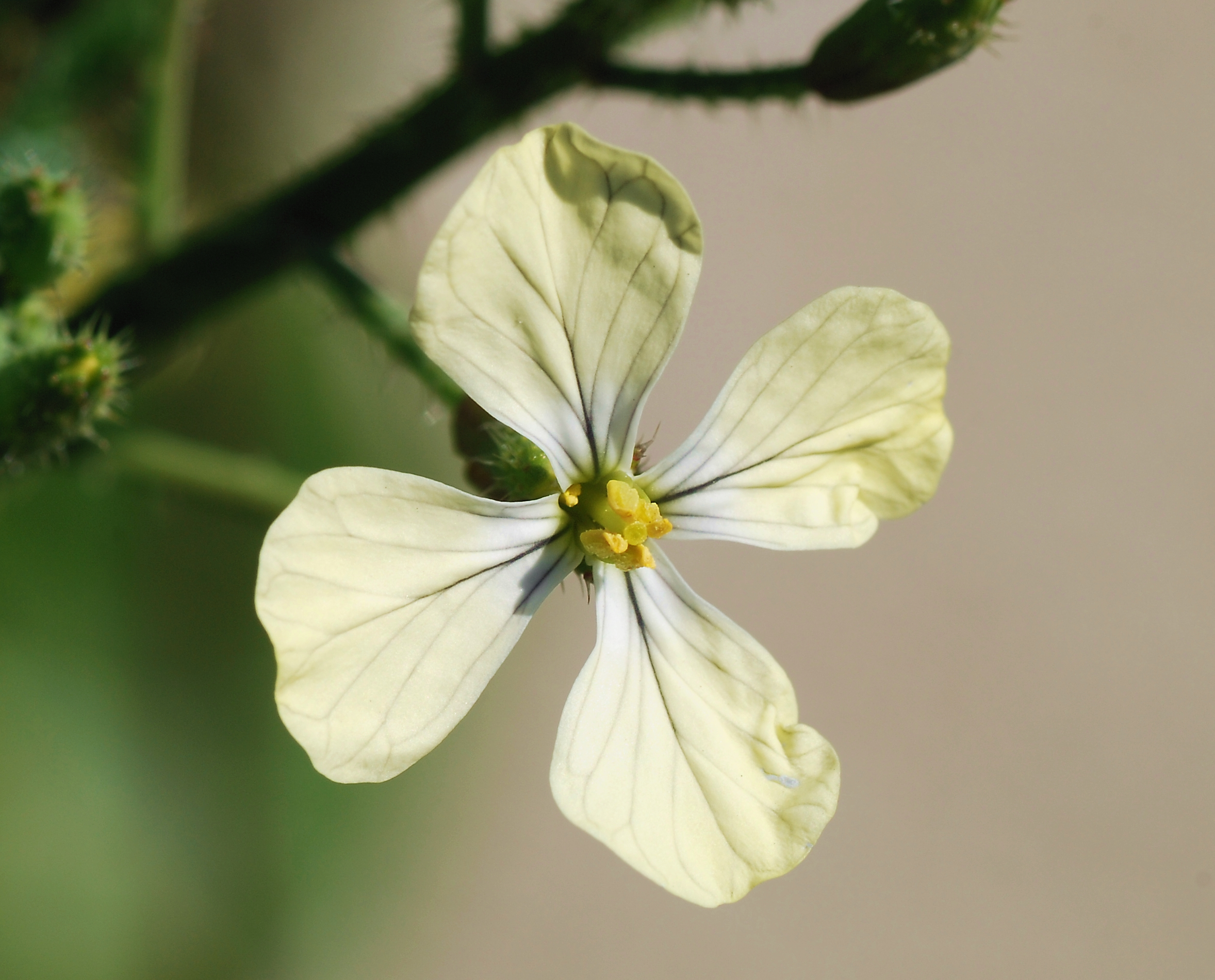
Flor de Eruca vesicaria

Cultivada como hierba comestible y popular en Italia desde la época romana, fue mencionada por varios autores clásicos romanos antiguos como afrodisíaco, sobre todo en un poema atribuido durante mucho tiempo al famoso poeta romano Virgilio, en su escrito "Moretum", del siglo I que contiene la línea: " et Venerem revocans eruca morantem " ("y la rúcula, que revive a la adormecida Venus [deseo sexual]"), y en el Ars Amatoria de Ovidio. Algunos escritores afirman que por este motivo durante la Edad Media estaba prohibido cultivar rúcula en los monasterios. Sin embargo, fue incluida en un decreto de Carlomagno de 802 como una de las hierbas para macetas adecuadas para el cultivo en jardines. Gillian Riley, autora del Oxford Companion to Italian Food, afirma que debido a su reputación como estimulante sexual, se "mezclaba prudentemente con lechuga, que era lo contrario" (es decir, calmante o incluso soporífero). Riley continúa diciendo que "hoy en día la rúcula se disfruta inocentemente en ensaladas mixtas, a lo que agrega un agradable sabor picante", aunque Norman Douglas insistió en que "la ensalada de rúcula es ciertamente un estimulante".
La rúcula se recolectaba tradicionalmente en la naturaleza o se cultivaba en huertos familiares junto con hierbas como el perejil y la albahaca. Ahora se cultiva comercialmente en muchos lugares y está disponible para su compra en supermercados y mercados de agricultores de todo el mundo. También se naturaliza como planta silvestre fuera de su área de distribución nativa en regiones templadas de todo el mundo, incluido el norte de Europa y América del Norte. En India, las semillas maduras se denominan Gargeer. Este es el mismo nombre en árabe, جِرْجِير (jirjīr), pero se usa en los países árabes para las hojas frescas.
Las heladas suaves dificultan el crecimiento de la planta y hacen que las hojas verdes se vuelvan rojas.

## Cultivo
El cultivo de rúcula, es un proceso que involucra varios pasos clave para asegurar el éxito. Es relativamente fácil de cultivar y proporciona un resultado rápido desde la siembra hasta la cosecha, lo que la convierte en una opción popular tanto para jardineros aficionados como para productores comerciales.
La rúcula crece mejor en suelos bien drenados y ricos en materia orgánica. Prefiere pleno sol pero puede tolerar sombra parcial en climas más cálidos. La circulación de aire adecuada es importante para prevenir enfermedades. El suelo se debe preparar aflojándolo a una profundidad de aproximadamente 20-30 cm e incorporando compost o estiércol bien descompuesto para mejorar la fertilidad y la estructura del suelo.
La rúcula puede cultivarse a partir de semillas o trasplantes. La siembra directa es común, con semillas sembradas en hileras espaciadas de 30-45 cm. Las semillas se cubren ligeramente con tierra y se mantiene el área húmeda hasta la germinación, que suele tomar de 7 a 10 días.
El suelo se debe mantener consistentemente húmedo pero no encharcado, especialmente durante la germinación y las primeras etapas de crecimiento. Una vez establecida, la rúcula es algo tolerante a la sequía pero se beneficia del riego regular. Por lo general se incorpora un fertilizante balanceado o compost en el suelo antes de plantar. Puede ser necesaria una fertilización adicional durante la temporada de crecimiento si las plantas muestran signos de deficiencia de nutrientes.
Las plántulas deben ser espaciadas dejando una distancia de 15-20 cm entre ellas una vez que hayan desarrollado sus primeras hojas verdaderas para permitir un crecimiento adecuado. Se deben monitorear la presencia de plagas como escarabajos pulgas y pulgones, que pueden ser problemáticos para la rúcula. El uso de coberturas de hileras o métodos orgánicos de control de plagas se aplica cuando resulta necesario. Una buena circulación de aire y evitar el riego por encima de las plantas ayudan a prevenir enfermedades como las manchas foliares causadas por hongos.
Las hojas de rúcula se pueden cosechar cuando son jóvenes y tiernas, generalmente de 4 a 6 semanas después de la siembra. Para ello se cortan  las hojas exteriores cerca de la base de la planta para fomentar una producción continua. La cosecha regular también ayuda a prevenir que las plantas se vuelvan a sembrar. Para extender el período de cosecha, se suelen sembrar semillas cada pocas semanas durante toda la temporada de crecimiento. La rúcula tiende a florecer rápidamente en climas cálidos, por lo que sembrar en primavera temprana o finales de verano para un cultivo de otoño puede ayudar a manejar esto.

## Usos

### Toxicidad
La rúcula por lo general no es alergénica.

### Nutrición
La rúcula cruda contiene un 92% de agua, un 4% de hidratos de carbono, un 2,5% de proteínas y una cantidad insignificante de grasa. Una ración de referencia de 100 g (3,5 oz) proporciona sólo 105 kJ (25,1 kcal) de energía alimentaria. Es una fuente rica (20% o más del valor diario, VD) de folato y vitamina K. La rúcula también es una buena fuente (10-19% del VD) de vitamina A, vitamina C y los minerales dietéticos calcio, magnesio y manganeso.

### Culinario

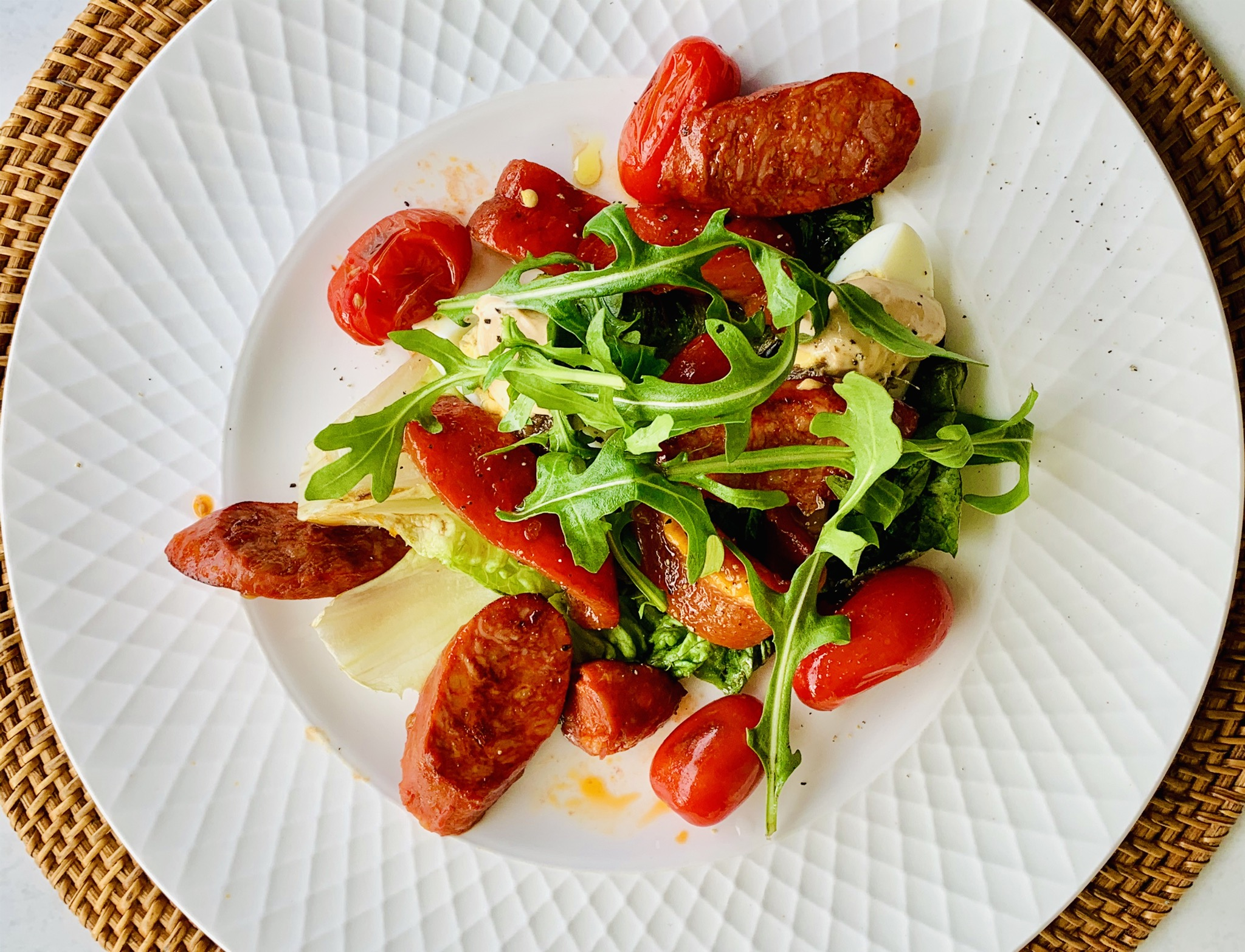
Rúcula en ensalada con chorizo y huevos.

Desde la época romana en Italia, la rúcula cruda se ha agregado a las ensaladas. A menudo se agrega a una pizza al final o justo después de hornear. En Apulia, en el sur de Italia, la rúcula se cocina para preparar el plato de pasta cavatiéddi, en el que se añaden grandes cantidades de rúcula picada a la pasta sazonada con una salsa de tomate reducida casera y pecorino, así como en muchas recetas sin pretensiones en las que se añade, picada, a salsas y platos cocinados o en una salsa (que se elabora friéndola en aceite de oliva y ajo) que se utiliza como condimento para embutidos y pescados. A menudo se combina con patatas hervidas o se utiliza en una sopa. En toda Italia se utiliza como ensalada con tomates y con burrata, bocconcini, mozzarella de búfala y queso mozzarella. En Roma, la rúcula se usa en el straccetti, un plato de finas lonchas de ternera con rúcula cruda y queso parmesano.
En Turquía, de manera similar, la rúcula se come cruda como guarnición o ensalada con pescado, pero además se sirve con una salsa de aceite de oliva extra virgen y jugo de limón.
En Eslovenia, la rúcula suele combinarse con patatas cocidas  o utilizarse en una sopa.
En el oeste de Asia, Pakistán y el norte de la India, las semillas de Eruca se prensan para hacer aceite de taramira, que se utiliza en encurtidos y (tras su envejecimiento para eliminar la acritud) como aceite para ensaladas o para cocinar. La torta de semillas también se utiliza como alimento para animales.
Desde aproximadamente la década de 1990 la rúcula se ha hecho más popular en Estados Unidos, especialmente en los restaurantes de moda y en las zonas urbanas
En la Bahía de Nápoles se utiliza para la fabricación de alcohol y en Egipto se suele consumir en el desayuno en un guiso de judías.

## Productores
Los principales productores de plantas de rúcula a nivel mundial suelen ser países que tienen climas adecuados y prácticas agrícolas propicias para el cultivo de verduras de hoja verde. Algunos de los principales productores incluyen:
- Italia es uno de los mayores productores de rúcula a nivel global. El clima mediterráneo en regiones como Lazio, Veneto y Emilia-Romaña proporciona condiciones óptimas para el cultivo de rúcula.
- Francia es otro productor importante de rúcula, especialmente en regiones como Provenza e Île-de-France. La rúcula francesa es conocida por su calidad y se cultiva ampliamente tanto para consumo doméstico como para exportación.
- En Estados Unidos, California es un gran productor de rúcula debido a su clima favorable y a operaciones agrícolas a gran escala. Otros estados como Arizona y Florida también contribuyen a la producción de rúcula.
- España cultiva rúcula de manera extensiva, especialmente en regiones como Murcia, Valencia y Andalucía. El clima mediterráneo suave permite la producción de rúcula durante todo el año.
- Países Bajos  es conocido por su avanzada tecnología de invernaderos, por ello produce rúcula en ambientes controlados durante todo el año, satisfaciendo tanto la demanda interna como los requisitos de exportación.
- Australia ha emergido como un productor significativo de rúcula, especialmente en regiones con climas templados como Victoria, Nueva Gales del Sur y Queensland.